# Thymichthys
Thymichthys is een geslacht van straalvinnige vissen uit de familie van de voelsprietvissen (Brachionichthyidae).

## Soorten
- Thymichthys politus (Richardson, 1844)
- Thymichthys verrucosus (McCulloch & Waite, 1918)